# Soco (Dawe)
Soco is een bestuurslaag in het regentschap Kudus van de provincie Midden-Java, Indonesië. Soco telt 4208 inwoners (volkstelling 2010).